# Irvine Lenroot
Irvine Lenroot (Superior, 1869. január 31. – Washington, 1949. január 26.) az Amerikai Egyesült Államok szenátora (Wisconsin, 1918–1927).